# Atletismo nos Jogos Olímpicos de Verão de 2008 - 3000 m com obstáculos masculino
A competição dos 3000 metros com obstáculos masculino nos Jogos Olímpicos de Verão de 2008 aconteceu nos dias 16 a 18 de Agosto no Estádio Nacional de Pequim. O padrão classificatório é 8:24.60 (padrão A) e 8:32.00 (padrão B).

## Medalhistas
| Ouro   | KEN Brimin Kiprop Kipruto       |
| Prata  | FRA Mahiedine Mekhissi-Benabbad |
| Bronze | KEN Richard Kipkemboi Mateelong |

## Recordes
Antes desta competição, os recordes mundiais e olímpicos da prova eram os seguintes:
| Tipo | Atleta              | Tempo   | Local    | Data                   |
| ---- | ------------------- | ------- | -------- | ---------------------- |
|      | Saif Saaeed Shaheen | 7:53.63 | Bruxelas | 3 de setembro de 2004  |
|      | Julius Kariuki      | 8:05.51 | Seul     | 30 de setembro de 1988 |

## Resultados

### Eliminatórias
| Eliminatória | #  | Atleta                      | País               | Tempo   | Notas |
| ------------ | -- | --------------------------- | ------------------ | ------- | ----- |
| 1            | 1  | Bouabdellah Tahri           | FRA França         | 8:23.42 | Q     |
| 1            | 2  | Brimin Kiprop Kipruto       | KEN Quênia         | 8:23.53 | Q     |
| 1            | 3  | Abdelkader Hachlaf          | MAR Marrocos       | 8:23.62 | Q     |
| 1            | 4  | Tareq Mubarak Taher         | BRN Bahrein        | 8:23.66 | Q     |
| 1            | 5  | Nahom Mesfin                | ETH Etiópia        | 8:23.82 |       |
| 1            | 6  | Ildar Minshin               | RUS Rússia         | 8:26.85 |       |
| 1            | 7  | Tomasz Szymkowiak           | POL Polônia        | 8:29.37 |       |
| 1            | 8  | Rabia Makhloufi             | ALG Argélia        | 8:29.74 |       |
| 1            | 9  | Yoshitaka Iwamizu           | JPN Japão          | 8:29.80 |       |
| 1            | 10 | Valērijs Žolnerovičs        | LAT Letônia        | 8:37.65 |       |
| 1            | 11 | Alberto Paulo               | POR Portugal       | 8:39.11 |       |
| 1            | 12 | Rubén Palomeque             | ESP Espanha        | 8:58.50 |       |
| 1            | 99 | Matteo Villani              | ITA Itália         | DNF     |       |
| 2            | 1  | Yacob Jarso                 | ETH Etiópia        | 8:16.88 | Q, PB |
| 2            | 2  | Mahiedine Mekhissi-Benabbad | FRA França         | 8:16.95 | Q, SB |
| 2            | 3  | Anthony Famiglietti         | USA Estados Unidos | 8:17.34 | Q, PB |
| 2            | 4  | Ezekiel Kemboi              | KEN Quênia         | 8:17.55 | Q     |
| 2            | 5  | Mustafa Mohamed             | SWE Suécia         | 8:17.80 | q     |
| 2            | 6  | Youcef Abdi                 | AUS Austrália      | 8:17.97 | q, PB |
| 2            | 7  | Ion Luchianov               | MDA Moldávia       | 8:18.97 | q, NR |
| 2            | 8  | Boštjan Buc                 | SLO Eslovênia      | 8:21.24 |       |
| 2            | 9  | Brahim Taleb                | MAR Marrocos       | 8:23.09 |       |
| 2            | 10 | Andrew Lemoncello           | GBR Grã-Bretanha   | 8:36.06 |       |
| 2            | 11 | William Nelson              | USA Estados Unidos | 8:36.66 |       |
| 2            | 12 | José Luis Blanco            | ESP Espanha        | 8:37.37 |       |
| 2            | 13 | Ali Ahmed Al-Amri           | KSA Arábia Saudita | 9:09.73 |       |
| 2            | 99 | Jukka Keskisalo             | FIN Finlândia      | DNS     |       |
| 3            | 1  | Ruben Ramolefi              | RSA África do Sul  | 8:19.86 | Q, PB |
| 3            | 2  | Richard Kipkemboi Mateelong | KEN Quênia         | 8:19.87 | Q     |
| 3            | 3  | Benjamin Kiplagat           | UGA Uganda         | 8:20.22 | Q     |
| 3            | 4  | Abubaker Ali Kamal          | QAT Catar          | 8:21.85 | Q     |
| 3            | 5  | Eliseo Martín               | ESP Espanha        | 8:23.19 | SB    |
| 3            | 6  | Hamid Ezzine                | MAR Marrocos       | 8:27.45 |       |
| 3            | 7  | Vincent Zouaoui Dandrieaux  | FRA França         | 8:27.91 |       |
| 3            | 8  | Roba Gary                   | ETH Etiópia        | 8:28.27 |       |
| 3            | 9  | Joshua McAdams              | USA Estados Unidos | 8:33.26 |       |
| 3            | 10 | Pavel Potapovich            | RUS Rússia         | 8:36.29 |       |
| 3            | 11 | Pieter Desmet               | BEL Bélgica        | 8:37.99 |       |
| 3            | 12 | Halil Akkas                 | TUR Turquia        | 8:44.70 |       |
| 3            | 13 | Itai Maggidi                | ISR Israel         | 9:05.02 |       |

### Final
| #                 | Atleta                      | País               | Tempo   | Notas |
| ----------------- | --------------------------- | ------------------ | ------- | ----- |
| Medalha de ouro   | Brimin Kiprop Kipruto       | KEN Quênia         | 8:10.34 | SB    |
| Medalha de prata  | Mahiedine Mekhissi-Benabbad | FRA França         | 8:10.49 | PB    |
| Medalha de bronze | Richard Kipkemboi Mateelong | KEN Quênia         | 8:11.01 |       |
| 4                 | Yacob Jarso                 | ETH Etiópia        | 8:13.47 | NR    |
| 5                 | Bouabdellah Tahri           | FRA França         | 8:14.79 |       |
| 6                 | Youcef Abdi                 | AUS Austrália      | 8:16.36 | PB    |
| 7                 | Ezekiel Kemboi              | KEN Quênia         | 8:16.38 |       |
| 8                 | Abubaker Ali Kamal          | QAT Catar          | 8:16.59 |       |
| 9                 | Benjamin Kiplagat           | UGA Uganda         | 8:20.27 |       |
| 10                | Mustafa Mohamed             | SWE Suécia         | 8:20.69 |       |
| 11                | Tareq Mubarak Taher         | BRN Bahrein        | 8:21.59 |       |
| 12                | Ion Luchianov               | MDA Moldávia       | 8:27.82 |       |
| 13                | Anthony Famiglietti         | USA Estados Unidos | 8:31.21 |       |
| 14                | Ruben Ramolefi              | RSA África do Sul  | 8:34.58 |       |
| 15                | Abdelkader Hachlaf          | MAR Marrocos       | 9:02.06 |       |

Legenda
| Recorde mundial      | Recorde mundial (World record)               |                       | Recorde africano                      | Recorde africano (African) |                                           | Q | Classificado por posição (Qualified) |
| Recorde olímpico     | Recorde olímpico (Olympic record)            | Recorde da América    | Recorde da América (Americas)         | q                          | Classificado por melhor tempo (Qualified) |   |                                      |
| Melhor marca do ano  | Melhor marca do ano (World leading)          | Recorde asiático      | Recorde asiático (Asian)              | DNS                        | Não largou (Did not start)                |   |                                      |
| Recorde nacional     | Recorde nacional (National record)           | Recorde europeu       | Recorde europeu (European)            | DNF                        | Não terminou (Did not finish)             |   |                                      |
| Recorde pessoal      | Recorde pessoal do atleta (Personal best)    | Recorde da Oceania    | Recorde da Oceania (Oceania)          | DSQ / DQ                   | Desclassificado (Disqualified)            |   |                                      |
| Recorde da temporada | Recorde da temporada do atleta (Season best) | Recorde sul-americano | Recorde sul-americano (South America) | NM                         | Sem marca (No mark)                       |   |                                      |